# Piezocera nodicollis
Piezocera nodicollis là một loài bọ cánh cứng trong họ Cerambycidae.